# 公路

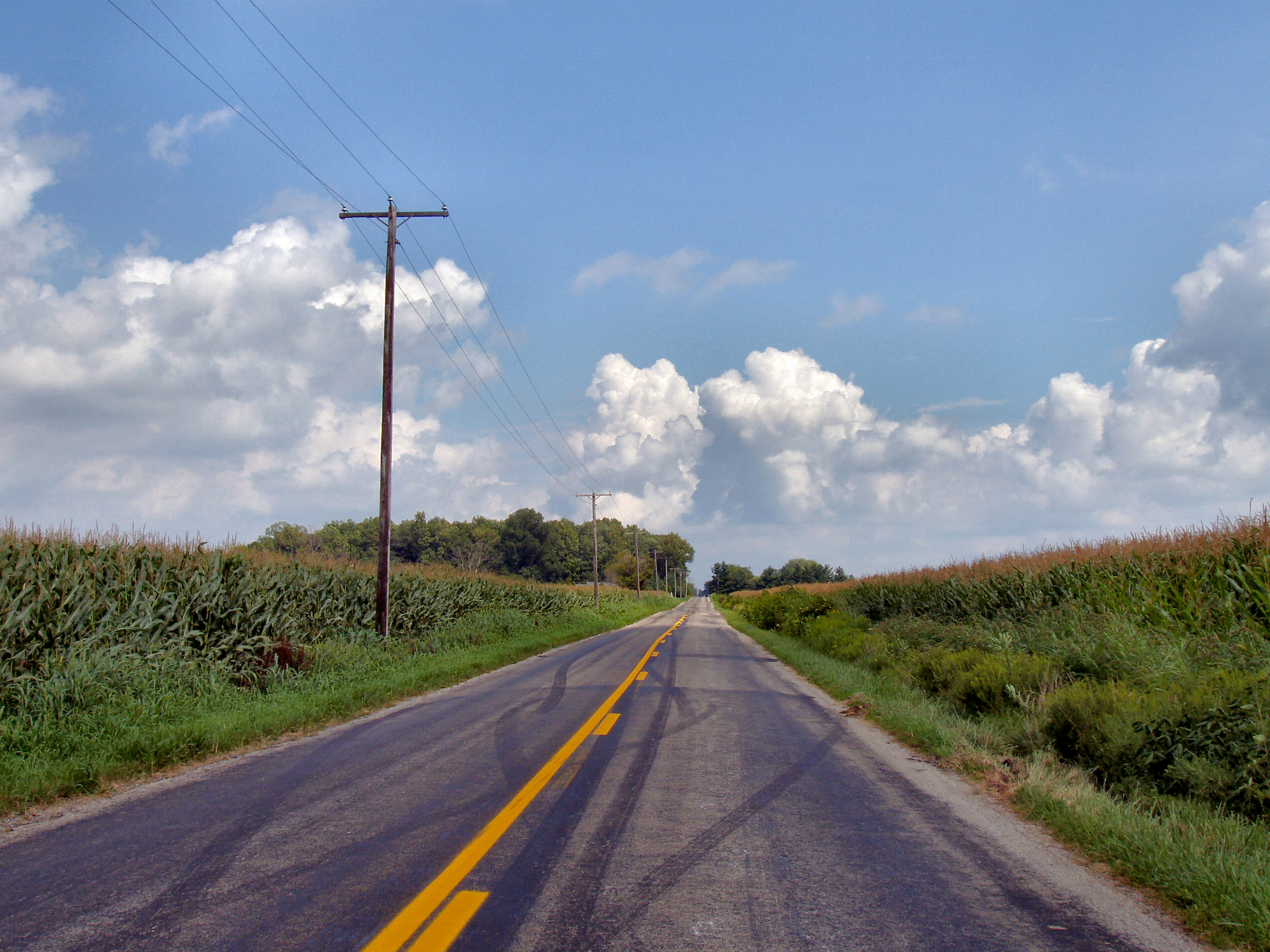
美國印第安纳州馬歇爾郡一條典型的公路县道

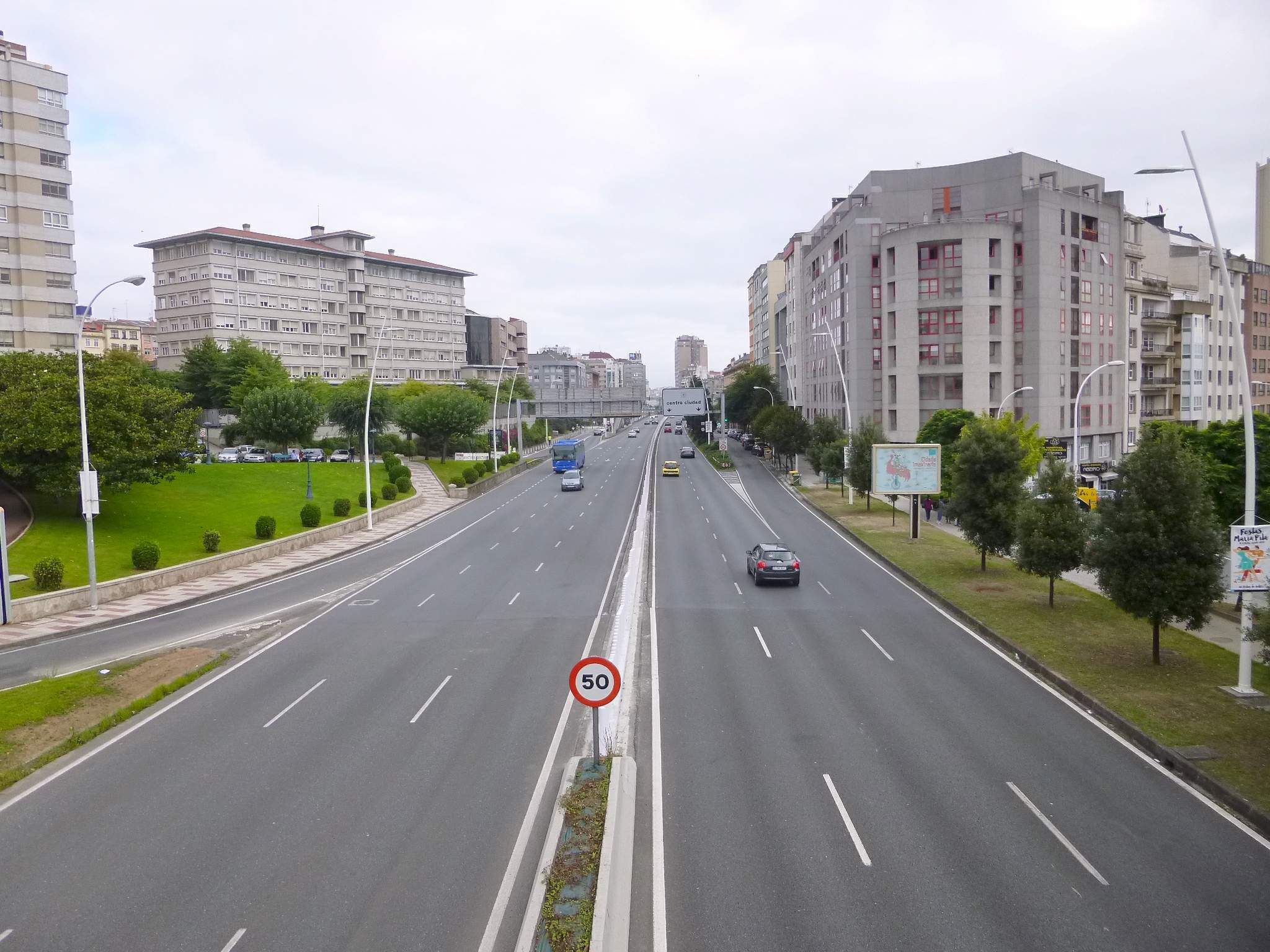
西班牙拉科魯尼亞一條公路

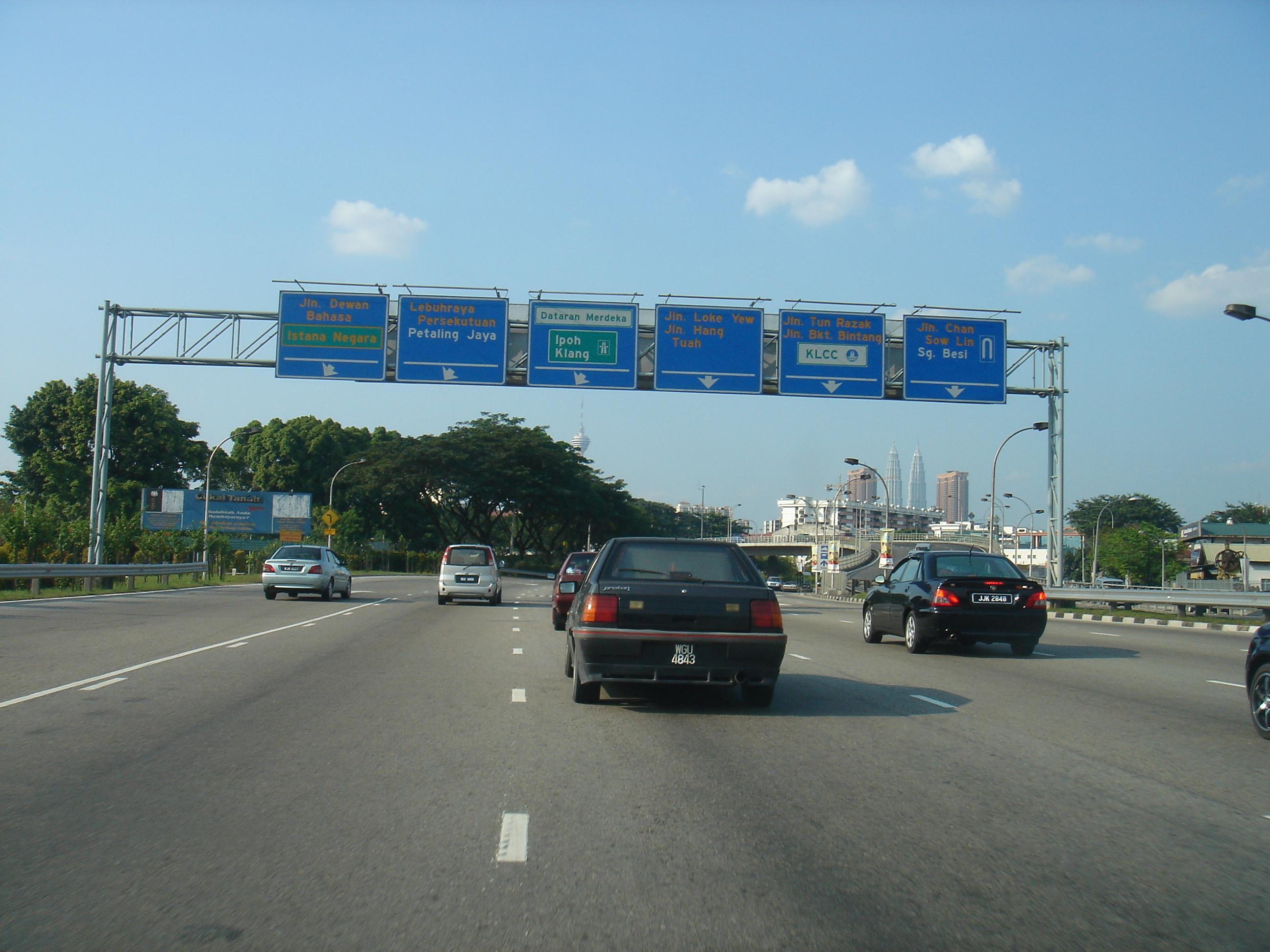
马来西亚联邦大道高速公路

公路是指联接城市、乡村和工矿基地之间，主要供汽车行驶并具备一定技术标准和设施的道路，中文使用上也可以指供公眾使用的道路。公路主要由路基、路面、桥梁、涵洞、隧道、分隔帶、路面标线、护栏、绿化带、通讯、照明、交通标志等设备及其它沿线设施组成，屬於現代社會重要基礎設施。在台灣、日本，公路是相對於非公路系統與私有道路而言，「公路」一詞，一般常與「道路」混為一談，原是指供公眾交通使用，在土地上所做之設施。其實道路之含義較廣，舉凡供車輛、行人通行之路，皆可稱之為道路；公路則不同，不僅指特定對象外，尚須有一定之設計標準。

## 各地公路

### 中國大陸
中國首條公路是1906年建成的廣西鎮南關至龍州的一條長55公里的汽車公路。截至2009年底，中国大陆公路总里程410.64万公里，其中高速公路84946公里。截至2008年底，中国农村公路312.5万公里，乡镇通沥青（水泥）路率达到88.6％，全国公路路面铺装率达到53.5％，一级公路有54216公里；国道里程125003公里、省道216249公里、县道471239公里、乡道865635公里、专用公路87096公里；二级及二级以上高等级公路里程24.97万公里。
公路分級：
- 中国国家高速公路网
- 國道
- 省级高速公路网
- 省道
- 縣道
- 乡道
- 村道
- 专用公路
- 其他公路

### 香港
香港的道路依其流量、長度和重要性由大至小分為下列各級：
- 公路（包括快速公路，多數會連接各個策略性發展區主要幹道及被編配幹線編號）
- 道（部分會被連接各個策略性發展區及編配幹線編號）
- 路（部分會被連接各個策略性發展區及編配幹線編號）
- 街
- 巷
- 徑
- 坊（走線為方型）
- 台（連接高處平地和地面）

### 澳門
澳門歷來出現過的街道種類有（以中文為準）：
- 大馬路
- 馬路
- 街
- 公路
- 圓形地
- 路
- 前地
- 巷
- 斜巷
- 斜坡
- 石級
- 坊
- 圍
- 市
- 口
- 台
- 另外兩個特殊的名稱為「海景花園」和「聚龍舊社」。

### 台灣
- 國道
- 省道
- 市道
- 縣道
- 區道
- 鄉道
- 專用公路

### 日本
- 高規格幹線道路
- 高速自動車國道
- 一般國道
- 地域高規格道路
- 都道府縣道（都道、府道、道道、縣道）
- 市町村道

### 美國
- 州際公路（Interstate Highway）
- 美國國道（United States Numbered Highway）
- 州道（State Highway）
- （County Highway（英语：County highway））

## 公路技术指标
公路技术指标即与公路规划和建设的相关技术参数，主要指标有车辆行驶速度、行车道宽度、路基宽度、极限最小平曲线半径、停车视距、最大纵坡、桥涵设计车辆荷载及桥面车道数。各國皆有制定相關標準。
- 计算行车速度：即设计车速，是表明公路等级与使用水平的控制性指标，是公路几何设计所采用的车速；
- 行车道宽度：供车辆行驶的路面面层的宽度，一般指行车道宽度；
- 路基宽度：在一个横断面上两路肩外缘之间的宽度；
- 极限最小平曲线半径：在平面线型中，路线转向处曲线的总称包括圆曲线和缓和曲线，称作平曲线。为保证车辆按设计车速安全行驶，对平曲线半径所规定的最小值；
- 停车视距：汽车行驶时，驾驶员自看到前方障碍物时起，至到达障碍物前安全停止，所需的最短距离；
- 最大纵坡：根据公路等级与自然条件等因素所限定的路线纵坡最大值。最大纵坡是公路纵断面设计的重要控制指标，直接影响到路线的长短、使用质量、运输成本和工程造价；
- 桥涵设计车辆荷载：有计算荷载（汽车荷载）和验算荷载（履带车和平板挂车）。

## 相关术语
- 道路交通标志
- 收費道路
  - 公路收费站
  - 電子道路收費系統
- 公路服務區
- 物流
- 道路交通事故
- 交通控制